# Gouffre des Diablotins
Die Gouffre des Diablotins ist eine alpine Karst-Schachthöhle im Bergmassiv des Vanil Noir, Kanton Freiburg, Schweiz.
Sie liegt in der Gemeinde Val-de-Charmey in den Freiburger Voralpen. Die Höhle weist eine grosse Anzahl von sehr tiefen Schächten auf: Unter anderem ein Vertikalschacht mit einer Tiefe von 160 m sowie ein weiterer Schacht mit rund 155 m Tiefe.
Die Höhle hat eine vermessene Länge von 2.202 m und führt in eine Tiefe von −652 m. 